# Паметник (Алдомировци)
Паметникът се намира край с. Алдомировци в местността Мрамор, точно между границата на стиковане на някогашните Разградски и Преславски редут. Там, където са станали първите позиционни сблъсъци между българите и сърбите на 5 и 6 ноември 1885 г. и където нападателите макар и навлезли в части от селото са били отблъснати и претърпели първия си неуспех във войната. Тук загиват подпоручик Александър Илиев Папанчев, капитан Васил Иванов Данаджиев. През март 1886 г. 7-и пехотен преславски полк се завръща в гарнизона си в Шумен и командирът на полка капитан Вичо Диков поема инициативата за изграждане на първия паметник на падналите във войната български синове.
Паметникът е изграден с доброволните дарения на офицерите от 7-и пехотен Преславски полк на гарнизон в Шумен, изработен от гранит по проект на инженер Велчев, а изработката и строежът – на Григор Найденов. Основите на паметника са положени на 7 юли 1891 година, като преди това в специално направена ниша под постамент са поставени тленните останки на подпоручик Александър Папанчев и тези на подпоручик Петър Кочев. На 7 ноември 1891 г. в присъствието на княз Фердинанд І, военния министър, командира на 7-и пехотен преславски полк, офицери и граждани тържествено е осветен и паметникът увековечаващ паметта на загиналите войни от полка, останал в паметта на поколенията, като „Папанчевия паметник“.
Край паметника напомнящ ни за Сръбско-българската война (1885) при възпоменателни събития се развяват трикольорите на България и Италия. Италианското знаме е там, защото в строежа на редутите при Алдомировци и Братушково са участвали стотината италиански работници по ЖП линията София – Драгоман, включили се с местните жени, деца и старци в копаенето на окопите по време на военните действия.
Паметникът има следните надписи:
- Източна страна: „7 ноември 1885 г. – Сливница – Признателни съслуживци на своите незабравими храбри другари паднали на бойното поле за заслуга на Отечеството. 1891 г.“
- Западна страна: „7 п. Преславски полк“
- Северна страна: „Подпоручик Александър Папанчев, подпор. Петър Кочев вечна памят незабравими другари“
- Южна страна: „Младши унтер офицери Иван Недялков, Стефан Минчев и 25 редови Вечна памят храбри юнаци“.